# Миколаївський Лебединський жіночий монастир

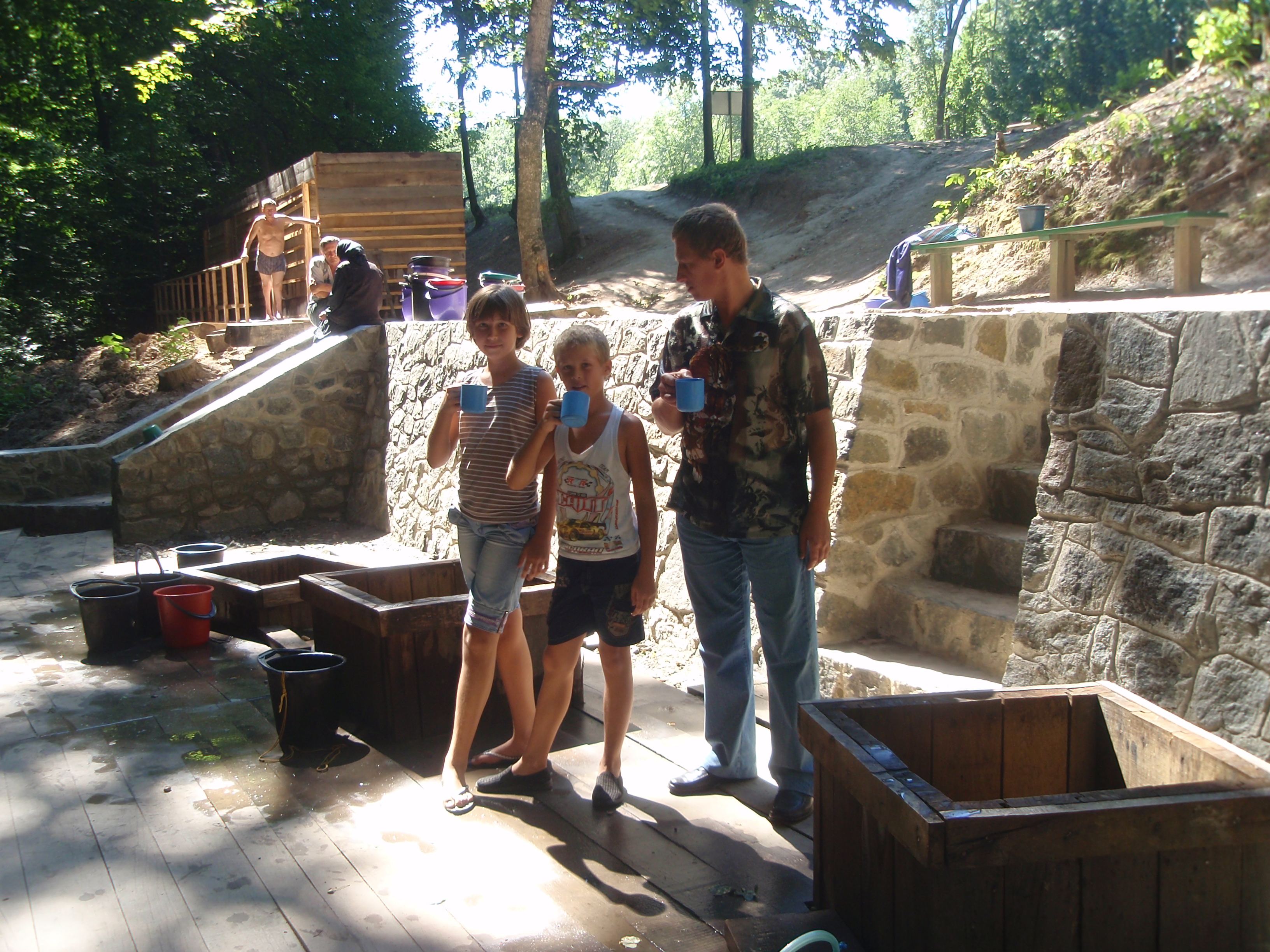
Цілюща Магдаленинська криниця

Миколаївський Лебединський жіночий монастир УПЦ (МП) — православний жіночий монастир, розташований в Лебединському лісі близ села Лебедин Шполянського району Черкаської області, заснований 1779 року.

## Легенда про заснування
За легендою засновницями монастиря були чотири монахині Магдалина і Трифілія, інокині Дарія та Февронія, які залишили свій розграбований і спалений турками Молдавський Свято-Успенський Калатурський монастир. В пошуках нового житла монашки зупинилися в Лебединському лісі на ночівлю і побачили видіння, що Святий Миколай благословив їх заснувати тут монастир. Вранці черниці вирішили набрати води з джерела і знайшли біля нього ікону святителя Миколая, в підтвердження того, що це був не сон, а Боже благословення. На тому місці збереглося цілюще джерело, відкрите святителем Афанасіем (Пателарієм) — Константинопольським патріархом. На честь першої ігуменії монастиря Магдалини в народі джерело називають Магдаленинською криницею.

## Історія
Черниці звернулися до місцевого князя Франциска Ксаверія Любомирського з проханням заснувати обитель, придбали у нього за 30 рублів невеличке земельне угіддя і 24 травня 1779 р. 18 червня 1779 року митрополит Київський Гавриїл (Кременецький) дав дозвіл на будівництво монастиря з одночасним Наказом Київської Духовної консисторії чорниці Магдалині на заведення монастиря і будівництво храму та благословив її іконою святителя Миколая Чудотворця.
Спочатку монастир був у підвідомстві Георгіївського Лебединського чоловічого монастиря. Це був більш давній, заснований у XVI ст. монастир, який перебував під патронатом козацької старшини, його підтримували гетьмани Петро Дорошенко та Іван Мазепа. У XVIII ст. у часи Коліївщини цей монастир відігравав роль своєрідного центру підтримки козацького визвольного руху. Після придушення повстання гайдамаки шукали захисту в обителі від переслідування польських та російських військ. Наприкінці XVIII ст. в обителі трапилася велика пожежа, в результаті якої згоріло майже все майно, церкви і більша частина келій, з того часу починається занепад Георгіївського чоловічого монастиря.
Після гучного скандалу (ігумен Даниїл за пліткарництво покарав черницю) жіночий монастир у 1792 році було відокремлено від чоловічого монастиря.
Усі споруди монастиря були дерев'яними: дзвіниця, що була побудована у 1764 р., церкви святого Миколая та святої Варвари, побудовані у 1784 р., Свято-Миколаївська церква, побудована у 1800 році. У 1800 році Миколаївську церкву було перебудовано, частину церкви було викладено з каменю. До церкви святої Варвари було добудовано кам'яне приміщення, в якому були розташовані кімнати настоятельки монастиря.

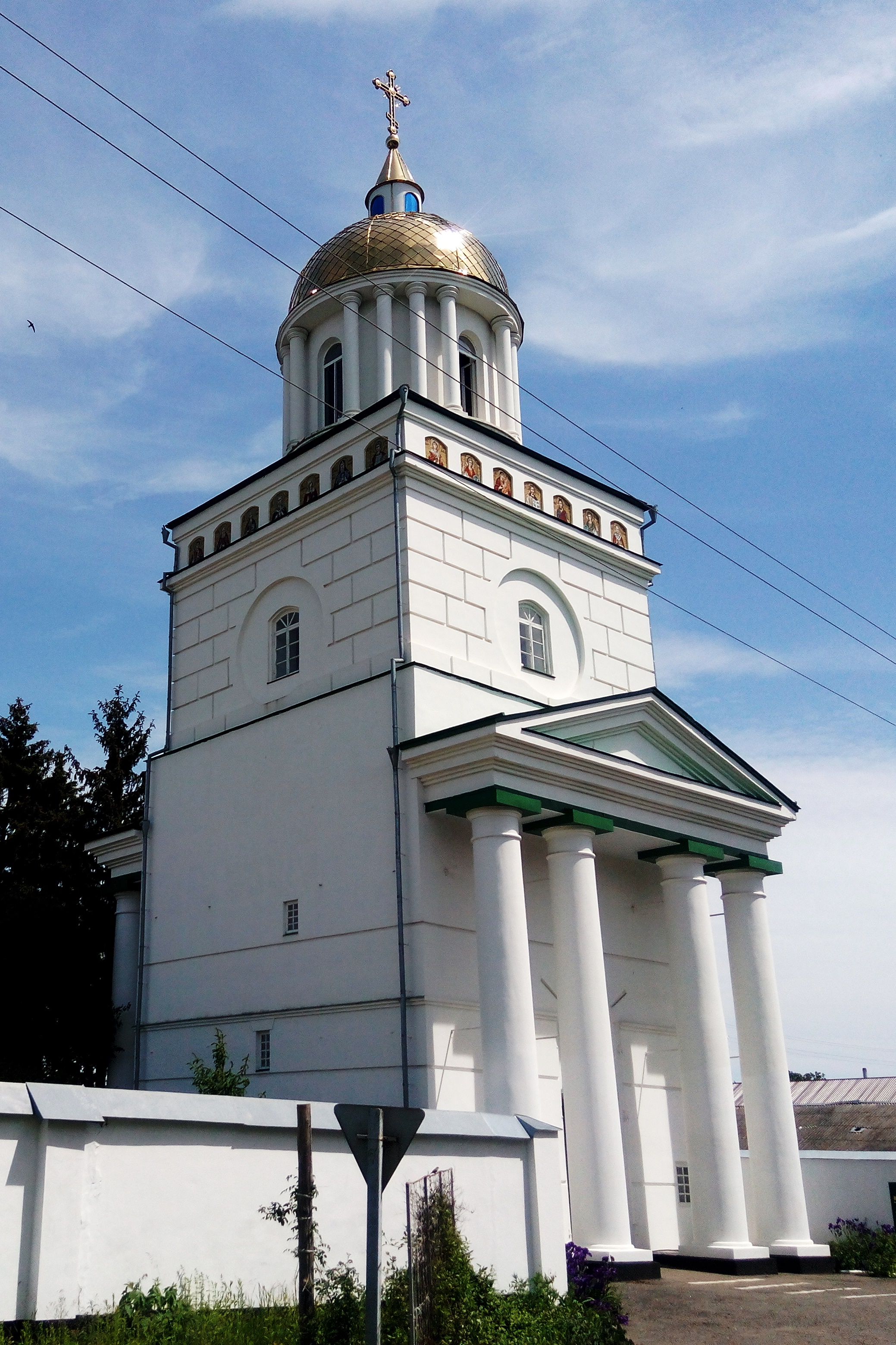
Дзвіниця Лебединського Свято-Миколаївського монастиря

У 1823 р. село Лебедин відвідав малий Тарас Шевченко зі своєю сестрою Катериною, яка у Свято-Миколаївському монастирі молилася перед весіллям за своє щасливе подружнє життя. Ці відвідини стали поштовхом для написання Кобзарем поеми «Гайдамаки» про козацько-селянське повстання. В тому ж році була добудована дерев'яна дзвіниця, а у 1837 році з благословення Київського митрополита Євгенія (Болховитінова) була побудована нова цегляна дзвіниця, через яку був влаштований головний вхід до монастиря. У 1839 році було закладено новий кам'яний храм в ім'я святої великомучениці Варвари. 11 вересня 1844 року храм був освячений Київським митрополитом Філаретом (Дроздовим). У 1839 році на місці дерев'яної Варваринської церкви почали будувати кам'яну, звели цегляні монастирські мури з невеличкими башточками по кутам. У монастирі був свій свічковий завод, а також водяний млин, пасіка.
На 1852 рік у монастирі знаходилось 50 черниць та 30 послушниць.
У 1858 році відкрилося духовне училище для дівчаток з духовних сімей. На той час це був перший навчальний заклад в окрузі Лебедина. В 1863 р. монастир відвідав митрополит Київський Арсеній, який після відвідин училища став виділяти 200 рублів щорічно на утримування його. У 1872 р. навчальний заклад став шестикласним і кількість вихованок зросла з 40 до 100, з них 45 сиріт утримувались безкоштовно. Тут учили шити одяг, вишивати, в'язати, виготовляти декоративні квіти, прикрашати ікони. Окрім загальноосвітніх предметів вивчали Закон Божий, музику, співи, факультативно викладалися іноземні мови. Для викладання деяких предметів приїжджали вчителі із Златопольської гімназії. До 1915 року були побудовані нові келії, двоповерховий готель для паломників, покращено вигляд обох храмів.
На 1908 рік кількість сестер складала 409 осіб.
Після жовтневого перевороту 1917 р. у зв'язку з відокремленням Церкви від держави монастир почав існувати в режимі надзвичайного воєнного стану, училище припинило свою діяльність.
Хоча ще у 1923 році було видано бюлетень НКВС, за яким усі монастирі повинні були закрити, монастир був закритий у 1929 році, ігуменю Смарагду (1924—1929 роки) арештували і закатували у в'язниці.
На території монастиря організовано комуну «Червоний Жовтень», майно розграбовано, частково конфісковано органами НКВС, а з 1932 року в стінах колишнього монастиря було облаштовано інтернат для безпритульних і дітей репресованих.
З початком німецької окупації Лебединський монастир знову відкрили і монахині почали потроху повертатися у свою обитель. Дуже нелегко було ігумені Валентині і сестрам відбудовувати зруйноване господарство і відновлювати Статут монастирського життя. Після німецької окупації, у 1944 році, ігуменю Валентину I було заарештовано. Вона була доставлена в Лук'янівську тюрму міста Києва на допит. Її звинувачували у переховування вояків УПА. Ігуменя багато років провела в ув'язненні.
У 1949 році у монастирі перебувало 250 сестер разом з переведеними з чотирьох монастирів, під час закриття Мотронинського Свято-Троїцького (ігуменя Рафаїла), Козельщанського Свято-Різдва Богородичного (ігуменя Феофанія), Полтавського Свято-Крестовоздвиженского (ігуменя Іннокентія), Чигиринського Свято-Троїцького (схиігуменя Євгенія) монастирів. Настоятелькою Лебединського монастиря була призначена ігуменя Євфалія II, яка займала посаду до 1961 року.
7 червня 1961 року радянська влада ліквідувала монастир. Частина сестер була відправлена в Золотонішський Свято-Покровський Красногірський монастир, інші жебракували навколишніми селами. Церковне начиння, ризничі і архів були вивезені, дзвони були передані в музей міста Черкас. Ігуменя Евфалія не змогла пережити наруги над святинею і у лютому 1962 року померла.
З 1961 року на території монастиря була розташована туберкульозна лікарня, а з 1972 року до серпня 1997 року в стінах монастиря були розміщені інтернат для дітей хворих на ДЦП, лепрозорій і навіть звірогосподарство. Більша частина житлових приміщень та келій зруйнована, Миколаївська церква пристосована під склад, курник, сарай, а у вівтарі облаштували Ленінську кімнату. Трьохпрестольна Вознесенська церква, що включала Варваринську, використовувалась під котельню, пральню, душові і туалети, а у вівтарі сушили білизну та облаштували лазню для директора. Територія монастирського кладовища була сплюндрована, могили вандально понівечені, хрести поламані.

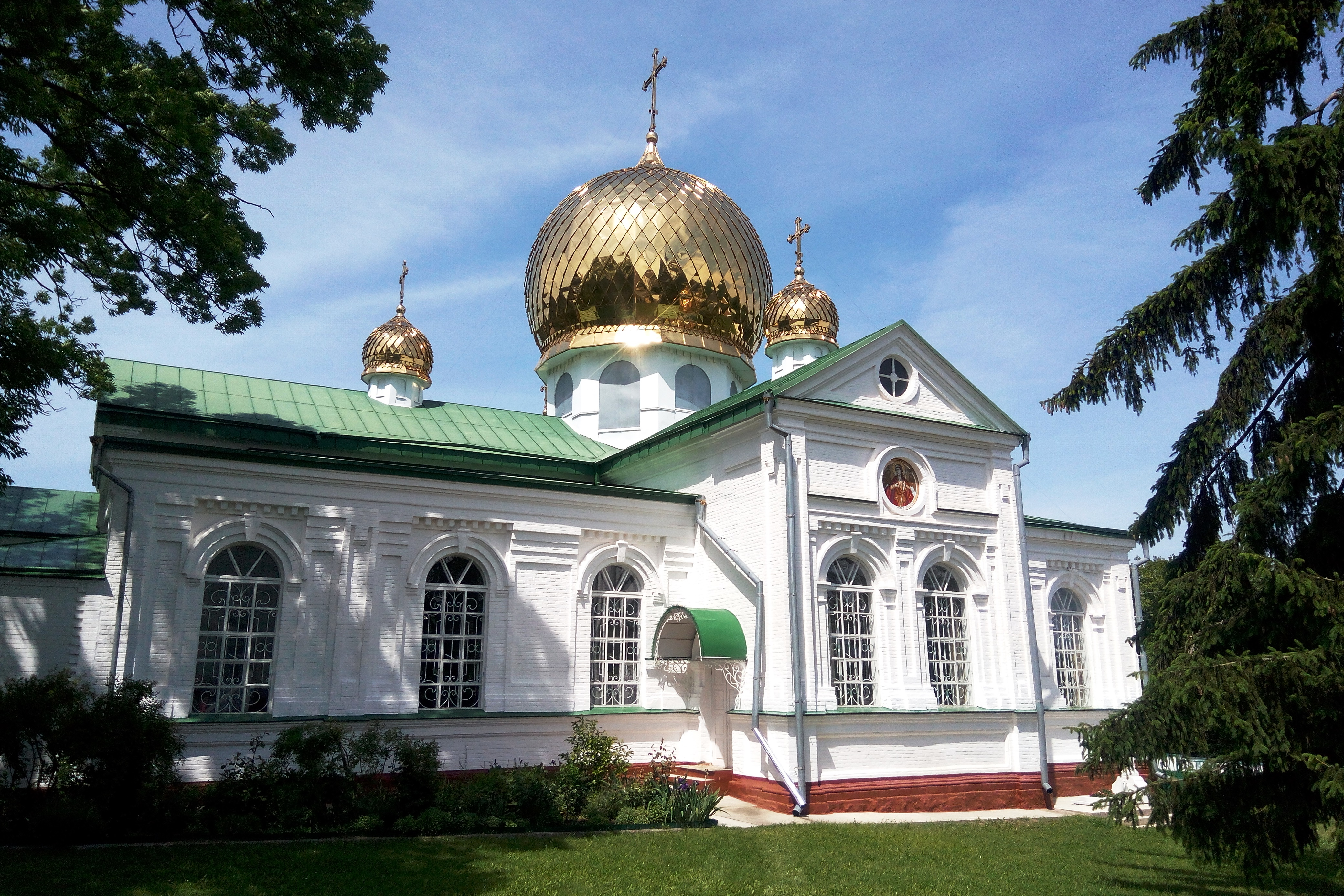
Свято-Миколаївський храм у монастирі

У 1992 році черниці Іоасафа та Синклитикія звернулися до Шполянского благочиного протоіерея Василя Костенка з проханням поклопотатися про відкриття монастиря. Монастир відкрився 28 грудня 1992 року. Наказом Преосвященнішого Софронія, єпископа Черкаського і Канівського 9 січня 1993 настоятелькою Лебединського монастиря була призначена ігуменя Валентина (Цвєткова).
Інтернат все ще існував, черниць у той час було зовсім мало. Передача будівель розтягнулася до 1997 року.
Після пережитих лихоліть монастирське життя відновлюється, Миколаївську (літню) церкву та трьохпрестольну Вознесенську (теплу), що включає Варваринську церкву відбудували, облаштували каплицю, келії, господарські споруди, привели в порядок старовинне кладовище.
Лебединський Свято-Миколаївський жіночий монастир тепер діє за прямим призначенням і належить до Черкаської єпархії УПЦ МП.

## Богослужіння
Богослужіння в монастирі відбуваються щодня за монастирським Статутом:
- вранці о 4.30 — полуношницю і читання акафістів, потім Божественна Літургія.
- Вечірня служба — в 17.00.

Кожен четвер перед Божественною Літургією в храмі соборно читається на розспів акафіст святителю Миколаю і виноситься шанована ікона з часткою святих мощей святого угодника Божого. А щосуботи служиться соборний акафіст Божої Матері перед шанованою іконою Богородиці.
Престольні свята:
- 22 травня — перенесення святих мощей святителя Миколая Чудотворця;
- Вознесіння Господнє — 40 день після Пасхи Христової;
- 28 серпня — Успіння Пресвятої Богородиці,
- 18 вересня — святих праведних Захарія та Елісавети ,
- 6 грудня — святителя Митрофана Воронезького ;
- 17 грудня — святої великомучениці Варвари ;
- у Вівторок Світлої седмиці — шанованої Іверської ікони Божої Матері.

У дні храмових свят, на третій день Святої Христової Пасхи, Різдва Христового та Святої Трійці вчиняється Хресний хід в монастирі.